# جيرارد سيمبسون
جيرارد سيمبسون (30 مارس 1886 - 22 فبراير 1957 في المملكة المتحدة) (بالإنجليزية: Gerard Simpson)‏ هو لاعب كريكت بريطاني (وحمل سابقاً جنسية المملكة المتحدة لبريطانيا العظمى وأيرلندا). شارك مع منتخب الأرجنتين الوطني للكريكت. أما مع النوادي، فقد لعب مع Kent County Cricket Club ‏.